# Charaxes ochreata
Charaxes ochreata är en fjärilsart som beskrevs av Van Someren och Jackson 1957. Charaxes ochreata ingår i släktet Charaxes och familjen praktfjärilar. Inga underarter finns listade i Catalogue of Life.